# Billet de 50 francs Racine
Pour les articles homonymes, voir 50 francs.
Recto
Verso
Chronologie
50 nouveaux francs Henri IV 50 francs Quentin de La Tour
Le 50 francs Racine est un billet de banque français créé le 7 juin 1962 par la Banque de France et émis le 2 janvier 1963. Il a succédé au 50 nouveaux francs Henri IV et a été remplacé par le 50 francs Quentin de La Tour.

## Historique
Ce billet polychrome gravé en taille-douce appartient à la deuxième série des « créateurs et scientifiques célèbres » commandée par la Banque et qui comptait en outre Louis Pasteur, Voltaire, Pierre Corneille. En 1964, un projet de billet de 50 francs avec Michel de Montaigne fut commandé à Jean Lefeuvre puis abandonné trois ans plus tard. Il existe dans les collections des essais d'impression non terminés, sur papier banque de France, de ce billet. 
Il fut imprimé de juin 1962 à juin 1976. Il a été privé du cours légal le 15 septembre 1986.
Son tirage total est de 745 000 000 exemplaires.

## Description
Le dessin de la vignette a été conçu par Pierrette Lambert et gravé par André Marliat, Jules Piel et Claude Durrens.
La gamme chromatique est particulièrement équilibrée.
Il représente au recto le buste de Jean Racine d'après une gravure de Jean Daullé. Au centre figure l'abbaye de Port-Royal des Champs ; en bas à gauche les armoiries choisies par Jean Racine à son anoblissement en 1674 : « d’azur au cygne d’argent ».
Au verso figure le buste de Racine d'après la gravure exécutée en 1840 par Ferdinand Delannoy (1822-1887) d'après un dessin de Gustave Staal (1817-1882). En arrière-plan, La Ferté-Milon, lieu de naissance du dramaturge, est représentée. La partie inférieure comprend le texte de loi renvoyant aux peines encourues en cas de contrefaçon : il est à noter que ledit texte est expurgé des deux fautes d'accord qui étaient présentes dans la plupart des cartouches depuis 1831. À droite de ce cartouche, une statue sur un piédestal orné d'une lyre figurant l’œuvre du tragédien.
Le filigrane représente la tête d'Andromaque en référence à la tragédie écrite par le poète.
Ses dimensions sont de 160 × 85 mm.

## Remarques
- Pierrette Lambert fut sollicitée dès 1964 pour un nouveau billet de 50 francs figurant cette fois le musicien Hector Berlioz : l'une des faces esquissées représente un diable verdâtre à la fourche entourée de flammes pointant des jeunes filles alanguies. Ce projet ne fut pas accepté[4]. Mais dix ans plus tard, Berlioz revient, cette fois sur le billet de 10 francs dans un graphisme beaucoup plus sage signé Lucien Fontanarosa.